# Uszak (kobierzec)

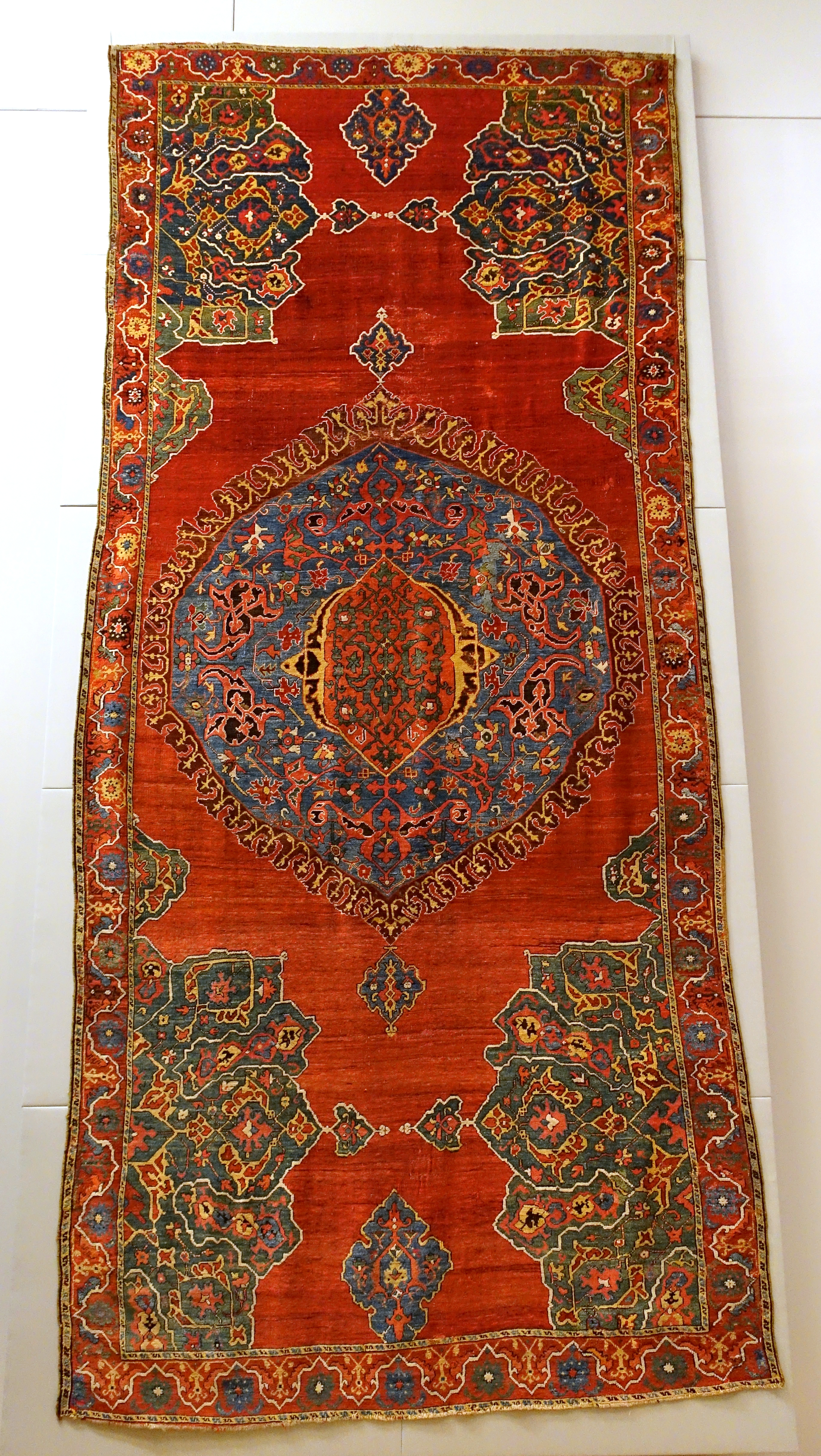
Uszak z centralnym medalionem, ok. 1650-1700. Textile Museum przy George Washington University

Uszak – typ tureckiego kobierca wiązanego produkowanego w miejscowości Uszak (zachodnia Anatolia) w XV-XVIII wieku.
Na terenie Anatolii występowało wiele ośrodków tkackich. Kobierce przyjmowały nazwy od miejscowości, w których zostały wykonane. Poszczególne rejony miały charakterystyczne dla siebie zdobnictwo umożliwiające ich rozpoznawalność.
Uszak jest tkaniną jednostronną z puszystą okrywą włosową po prawej stronie. Wytwarzany ręcznie na pionowych warsztatach tkackich. Wszystkie elementy tkaniny (wątek, osnowa i runo) wykonane są z wełny, głównie owczej. W produkcji kobierca charakterystyczne jest wiązanie typu Giordi (nitka opleciona na dwóch niciach osnowy).
Środkowe pole zajmuje najczęściej medalion wypełniony arabeską roślinną, którego odwrócone ćwiartki zdobią naroża. Przeważają kontrastowe zestawienia kolorystyczne np. niebiesko-czerwone i pomarańczowo-zielone.
Przykładem kobierca uszaka jest kobierzec typu holbein z geometrycznym medalionem i bordiurą z motywami kuficznymi, mającymi swój rodowód w kaligrafii arabskiej w piśmie kufickim.
Prawdopodobnie także kobierzec typu lotto pochodzi z Uszaka. Charakteryzuje się on żółtą arabeską na czerwonym tle pola środkowego i bordiurą z motywami kuficznymi lub kartuszowymi. Nazwę swą zawdzięcza malarzowi Lorenzo Lotto, który malował na swych obrazach takie kobierce.
Z Uszakiem wiąże się grupę kobierców zwanych ptasimi z XVI-XVII wieku, które dekorują motywy przypominające podwójne ptasie dzioby lub sylwetki ptaków w polu środkowym i dywany z motywem czintamani w formie trzech kul nad dwiema chmurkami z XVII wieku.
Prawdopodobnie kobierce siedmiogrodzkie o typie modlitewników z XVII i XVIII wieku także pochodzą z tej miejscowości, w ich polu środkowym znajdują się stylizowane mihraby tworzące ośmioboczny medalion. Uszaki od XV wieku przywożono do Europy, gdzie stały się popularne. Najbardziej znane w Polsce są tkaniny z owalnym medalionem, często z herbem zamawiającego.